# John Canfield Spencer
John Canfield Spencer (Hudson, 8 de enero de 1788-Albany, 17 de mayo de 1855) fue un abogado y político estadounidense, que integró el gabinete de la administración del presidente John Tyler como Secretario de Guerra y Secretario del Tesoro.

## Biografía

### Primeros años
Nació en 1788 en Hudson (Nueva York). Era el hijo mayor de Ambrose Spencer, Presidente de la Corte Suprema de Nueva York, y su primera esposa, Laura Canfield (1768-1807).
Se graduó en Union College en 1806, se convirtió en secretario del gobernador de Nueva York Daniel D. Tompkins en 1807, estudió leyes en Albany y fue admitido en el colegio de abogados en 1809. Comenzó a ejercer la práctica legal en Canandaigua.

### Carrera
Durante la guerra anglo-estadounidense de 1812, sirvió en el Ejército de los Estados Unidos, donde con el cuerpo de abogados generales del ejército a la frontera norte. Fue maestro de postas de Canandaigua en 1814, se convirtió en asistente del fiscal general y fiscal de distrito de los cinco condados del oeste del estado de Nueva York en 1815 y fue elegido como demócrata-republicano a la Cámara de Representantes de los Estados Unidos en 1816, ocupando una banca desde el 4 de marzo de 1817, hasta el 3 de marzo de 1819. Fue miembro del comité que informó de manera desfavorable sobre los asuntos del Segundo Banco de los Estados Unidos.
Fue miembro de la Asamblea del Estado de Nueva York de 1820 a 1822, presidiendo la misma en 1820. Fue miembro del Senado del Estado de Nueva York de 1825 a 1828.
En 1826, se desempeñó como fiscal especial para investigar la desaparición de William Morgan, quien fue arrestado, secuestrado y asesinado por exponer secretos guardados por francmasones, lo que desató el movimiento antimasónico. Spencer se puso del lado de los anti-masones y fue el autor de un manuscrito sobre los rituales masónicos. Fue nuevamente miembro de la Asamblea de Nueva York de 1831 a 1833 y se mudó a Albany en 1837. Editó la edición en inglés de La democracia en América de Alexis de Tocqueville y se desempeñó como Secretario de Estado de Nueva York desde 1839 hasta 1841.
En 1841, el presidente John Tyler lo nombró secretario de guerra en su administración. En el cargo, propuso una cadena de postas que se extiendiera desde Council Bluffs (Iowa) hasta el río Columbia. También recomendó que el gobierno se adhiera a los arreglos hechos por los comandantes del Ejército en el campo para compensar a los indios Creek, que se habían visto obligados a trasladarse al oeste del río Misisipi. En 1842, su hijo de diecinueve años, Philip Spencer, un guardiamarina, fue ejecutado sin juicio militar junto con otros dos marineros a bordo del bergantín USS Somers por supuestamente intentar realizar un motín.
En 1843, fue nombrado secretario del Tesoro después de la renuncia de Walter Forward. En el cargo, estuvo preocupado por los aranceles y creía que el déficit y otros gastos federales deberían financiarse mediante aranceles a las importaciones en lugar de impuestos internos, algo que se vio obligado a anunciar para el año fiscal en 1843. Los gastos de la tesorería habían excedido los ingresos y abogaba por derechos de importación adicionales en artículos como café y té. Para ayudar a financiar el déficit federal, emitió los bonos del tesoro. También continuó desarrollando un plan, originalmente iniciado por Forward, para que una Junta de Hacienda pudiera mantener y desembolsar los fondos públicos recaudados. El proyecto de ley de Hacienda, que reflejaba el interés continuo en alguna forma de sistema de tesorería independiente, fracasó debido a un conflicto político en el Congreso.
El presidente Tyler nombró a Spencer para ser juez asociado de la Corte Suprema dos veces, primero en enero de 1844 para ocupar el asiento de Smith Thompson y nuevamente en junio del mismo año para ocupar el asiento de Henry Baldwin, pero el Senado no lo confirmó en ambas ocasiones. Como uno de los pocos norteños en una administración dominada por los intereses del sur, le resultó cada vez más difícil servir en su puesto en el gabinete y renunció como secretario del Tesoro en mayo de 1844. A partir de entonces, regresó a Albany, donde vivió hasta su fallecimiento en 1855.